# Спомен-парк борбе и победе
Спомен-парк борбе и победе је меморијални комплекс код Чачка, на обронцима планине Јелице, посвећен 4.560 палих бораца НОВЈ и жртвама фашизма из Чачка и околице страдалима током Другог светског рата. Отворен је 1980. године. Аутор спомен-комплекса је архитекта Богдан Богдановић.

## Опис
Спомен-парк заузима површину од 36 хектара на брду изнад града, који је део благо нагнуте планине Јелице. Уређење парка започето је 10. октобра 1976, у знак сећања на 4.650 палих бораца и жртава фашизма из Чачка који су страдали од 1941. до 1945. године.
На уласку у спомен-парк налази се пирамидални хумак, висок 4 метра, посвећен погинулима, који је заправо костурница односно групна гробница. Ова гробница је симбол праисторијске традиције овог краја. Након хумка следи квадратна платформа на којој стоји комеморативни долмен од херцеговачког габра. На гранитном монолиту исклесан је цитат Јосипа Броза Тита: „Величина једног народа цијени се по томе како се он држи у данима најтежих искушења“
Централна тачка спомен-парка је троделни мегарон, висок 12 метара. Зидови мегарона украшени су са приказима 620 дивљих звери изведених из бројних светских митологија, које су извајане тако да изгледа као да гмижу по целом здању. Мегарон је такође од херцеговачког габра. Митске звери су такође урезане и по пешачкој стази, али у мањем броју, који се ипак повећава с близином мегарона.
Споменици и спомен-парк су у релативно добром стању, мада су мегарон и долмен на појединим местима ишарани графитима. Подручје се користи првенствено као парк за шетњу и излете, због чега општински органи Чачка одржавају простор чистим.